# Хуасянь
Хуася́нь (кит. упр. 滑县, пиньинь Huá xiàn) — уезд провинциального подчинения провинции Хэнань (КНР).

## История
Ещё в эпоху Чжоу один из сыновей чжоуского вана получил титул Хуаского бо и владения в этих местах. Его потомки стали известны как род Хуа. Их обнесённое стеной поселение на возвышенности у реки стало известно как город Хуатай (滑台城, «город на возвышенности Хуа»).
В эпоху первых централизованных империй в этих местах был создан уезд Байма (白马县). 
В конце IV века Мужун Дэ из государства Ранняя Янь, бежав сюда от войск государства Северная Вэй, в 398 году провозгласил себя в Хуатае «Яньским князем», образовав тем самым независимое государство Южная Янь. В следующем году, однако, войска Северной Вэй взяли и Хуатай, а Мужун Дэ сделал своей новой столицей Гуангу.
При империи Суй в 596 году была образована область Хуачжоу (滑州). При империи Мин в 1370 году уезд Байма был расформирован, а его земли перешли под непосредственное управление властей области Хуачжоу. В 1374 году область была понижена в статусе до уезда — так появился уезд Хуасянь.
После победы в гражданской войне коммунистами была в августе 1949 года создана провинция Пинъюань, и уезд вошёл в состав созданного одновременно Специального района Пуян (濮阳专区) провинции Пинъюань. 30 ноября 1952 года провинция Пинъюань была расформирована, и Специальный район Пуян также был расформирован; уезд Хуасянь вошёл в состав Специального района Аньян (安阳专区) провинции Хэнань. В 1958 году Специальный район Аньян был присоединён к Специальному району Синьсян (新乡专区), но в 1961 году был воссоздан. В 1968 году Специальный район Аньян был переименован в Округ Аньян (安阳地区). В 1983 году округ Аньян был расформирован, и уезд Хуасянь вошёл в состав городского округа Пуян. В 1986 году уезд был передан в состав городского округа Аньян.
1 января 2014 года уезд Хуасянь был выведен из состава городского округа Аньян и подчинён напрямую властям провинции Хэнань.

## Административное деление
Уезд делится на 12 посёлков и 10 волостей.